# Erebia nanos
Erebia nanos är en fjärilsart som beskrevs av Hans Fruhstorfer 1918. Erebia nanos ingår i släktet Erebia och familjen praktfjärilar. Inga underarter finns listade i Catalogue of Life.